# 빌라노바 대학교
빌라노바 대학교(Villanova University)는 미국 펜실베이니아주 필라델피아 교외 빌라노바에 위치한 가톨릭 계열의 명문 사립 대학교이다.

## 개요
1842년 가톨릭 수도회인 아우구스티노 수도회 (Order of Saint Augustine) 에 의해 "Augustinian College of Villanova"라는 이름으로 창립되었다. 제2차 세계 대전 이후 간호대학, 법과대학 등의 신설과 함께 확장되면서, 1953년 종합대학으로 승격되며 현재 교명으로 변경되었다.
문리대학 (College of Liberal Arts and Sciences), 공과대학 (College of Engineering), 경영대학 (Villanova School of Business), 간호대학 (M. Louise Fitzpatrick College of Nursing), 법과대학 (Charles Widger School of Law), College of Professional Studies 이렇게 여섯개의 단과대학으로 이루어져 있다. 아이비 리그 펜실베니아 대학교와 함께 미국 치과대 BS/DMD 프로그램 (the Villanova University - University of Pennsylvania BS/DMD) 도 운영하고 있다.
빌라노바 대학교는 U.S. 뉴스 & 월드 리포트 Best National University Ranking (2019)에서 46위, 포브스 America's Top College (2019)에서 72위에 선정되는 등 양질의 교육을 제공하는 명문 사립대 중 하나로 손꼽히고 있다. 미국의 히든 아이비 (The Hidden Ivies) 대학으로도 선정되었다. 특히, 빌라노바 경영대학은 미국 대기업들과 월가에서 선호하는 대학으로 유명하다. 블룸버그 비즈니스 위크 경영대학 순위 (Bloomberg Businessweek 2016)에서 1위, Poets and Quants 경영대학 순위 (2020)에서 13위를 차지하였다.

## 동문[5]

### 주요 동문
| 존함                        | 출생   | 학력                            | 직업   | 지위                          |
| --------------------------- | ------ | ------------------------------- | ------ | ----------------------------- |
| 에드 렌델(Ed Rendell)       | 1944년 | 빌라노바 대학교 법학 박사       | 정치인 | 제46대 미국주지사             |
| 질 바이든(Jill Biden)       | 1951년 | 빌라노바 대학교 영어학 석사     | 정치인 | 제46대 미국부통령부인         |
| 존 헤네시(John L. Hennessy) | 1952년 | 빌라노바 대학교 전기공학 학사   | 교육자 | 제10대 스탠퍼드 대학교 총장   |
| 김성동(Kim Seongdong)       | 1954년 | 빌라노바 대학교 국제정치학 석사 | 교육자 | 제28대 국회의장비서실장       |
| 조셉 클랜시(Joseph Clancy)  | 1955년 | 빌라노바 대학교 법학 석사       | 정치인 | 제24대 국토안전부비밀수사국장 |

## 캠퍼스

### 경영 대학
2016년 미국 블룸버그는 미국 최고의 경영대학 1위(Undergraduate Business Program)를 빌라노바 대학으로 선정하였다.

## 같이 보기
- 미국 대학
- 템플 대학교
- 세인트 조지프 대학교